# Lüderode (Liebenburg)
Lüderode ist eine Ortslage, die zum Ortsteil Neuenkirchen in der Gemeinde Liebenburg im Landkreis Goslar in Niedersachsen gehört.

## Geografie
Neben einem Gutshof befinden sich ein weiterer landwirtschaftlicher Betrieb und wenige Wohnhäuser in Lüderode, das keine geschlossene Ortschaft bildet und von Ackerflächen umgeben ist.

### Lage
Bei Lüderode am ehemaligen Bahnwärterhaus befindet sich der niedrigste Punkt des Landkreises Goslar.
Folgende Orte umgeben Lüderode:
- Ohlendorf im Nordwesten
- Gut Nienrode im Norden
- Altenrode im Nordosten
- Gielde im Osten
- Neuenkirchen im Süden
- Liebenburg im Südwesten
- Klein Mahner im Westen

Lüderode wird aus südlicher Richtung von Neuenkirchen kommend vom Krummbach durchflossen, der unmittelbar nordöstlich der Ortslage in die Warne mündet.

### Sperrwerk Klein Mahner
Wenige hundert Meter nördlich von Lüderode befindet sich das Sperrwerk Klein Mahner mit 0,78 Mio. km³ Speichervolumen, welches dem Hochwasserschutz dient, bei üblichem Pegelstand der Warne jedoch keinen Einstau aufweist. Das Speicherbauwerk wird vom Niedersächsischen Landesbetrieb für Wasserwirtschaft, Küsten- und Naturschutz (NLWKN) betrieben.

## Geschichte

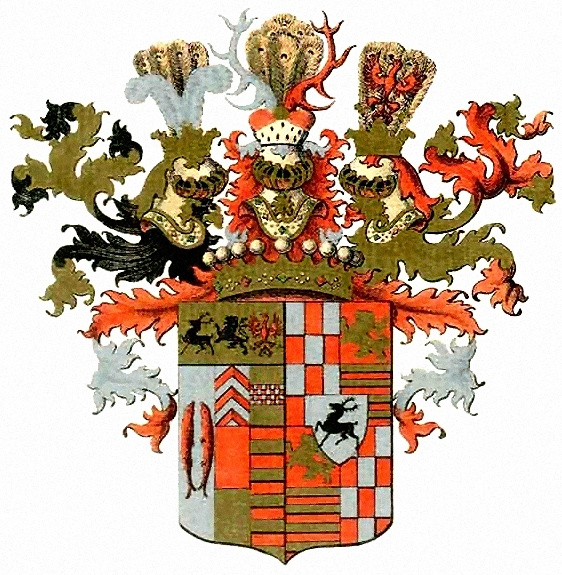
Gesamtwappen des Hauses Stolberg ab 1742

Stammwappen derer von dem Bussche

Bereits 1305 wird in einer Urkunde des Goslarer Domstifts ein Sigfrid de Lutherode genannt. Dieser ortsbezogene Personenname stellt den ältesten schriftlichen Hinweis auf den Ort dar. Spätestens seit 1453 befand sich in Lüderode eine Kapelle, die in diesem Jahr erstmals urkundlich erwähnt wird. Der mittelalterliche Adelshof im Ort verfügt außerdem über ein Gutshaus, das aus dem 18. Jahrhundert stammt und einen Dachreiter mit Glocke im Barockstil besitzt. Hinzu kommt außerdem eine ehemalige Mühle aus dem Jahr 1704, die später als Forsthaus, Poststelle, Gaststätte und Wohnhaus diente.
Während Lüderode im 16. Jahrhundert noch im Besitz der Familie von Schwicheldt war, gehörte das Gut im 18. Jahrhundert dem Grafen von Brabek aus Söder, bevor es 1817 an Graf Andreas von Stolberg fiel. Über einen Verkauf an das Geschlecht von Bussche im Jahr 1869 gelangte das Rittergut Lüderode 1888 schließlich an die Familie Robert Wätjen.

## Verkehrsanbindung
Lüderode liegt an einer Nebenstraße, die den Ort mit Gielde im Osten und mit Neuenkirchen im Süden verbindet.
Außerdem führt die Strecke der Warnetalbahn, die heute nur noch von Museumseisenbahnen befahren wird, am Ort vorbei.